# 史丹頓

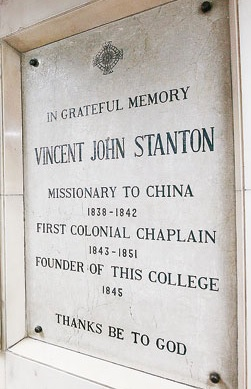
原港中醫院內的史丹頓牧師紀念碑石

史丹頓牧師（英文：The Reverend Vincent John Stanton）（1817年—1891年5月16日）是英國到香港的傳教士和教育家。史丹頓牧師是香港首位牧師，和聖保羅書院創辦人。
當英國人首先在香港於1842年開始發展和定居，有誰會相信這個地方會蓬勃發展，在百多年後發展成為一個世界級的大城市，有誰會願意來規劃人口。
1843年，史丹頓（Vincent Stanton）牧師被委派到港擔任牧師。史丹頓著手說服政府給予他的土地，並說服在英國大企業和教堂提供資金，供他完成他建教堂和學校的大計。不到十年的時間，他在香港創立了聖保羅書院和聖約翰座堂。
1850年，史丹頓因生病離開香港，返回英國。維多利亞主教施美夫继任成为聖保羅書院的校長（Warden）。